# Kenjirō Ishimaru
Kenjirō Ishimaru (Prefettura di Ōita, 1º novembre 1953) è un attore giapponese. È meglio conosciuto per il suo ruolo nella serie Kamen Rider Kamen Rider Den-O come proprietario del DenLiner. È anche apparso in diverse competizioni di Sasuke come concorrente e durante quel periodo è diventato una delle uniche due persone a cadere dall'ostacolo del Rolling Log nel Primo Stadio e portare il tronco con loro. Ishimaru è il narratore della serie anime Toriko. È anche la voce narrante della serie televisiva di Asahi See the World by Train, in onda dal giugno 1987.

## Filmografia

### Cinema
- Black Rain, regia di Shōhei Imamura (1989)
- Lost Paradise, regia di Yoshimitsu Morita (1997)
- Ring 2, regia di Hideo Nakata (1999)
- Yin-Yang Master, regia di Yōjirō Takita (2001)
- Harmful Insect, regia di Akihiko Shiota (2001)
- Kekko Kamen, regia di Takafumi Nagamine (2004)
- Kekko Kamen Returns, regia di Takafumi Nagamine (2004)
- Kekko Kamen: The MGF Strikes Back, regia di Takafumi Nagamine (2004)
- Kekko Kamen Surprise, regia di Takafumi Nagamine (2004)
- Spring Snow, regia di Isao Yukisada (2005)
- Always Sanchōme no Yūhi, regia di Takashi Yamazaki (2005)
- Hasami Otoko, regia di Toshiharu Ikeda (2005)
- Kamen Rider Den-O: I'm Born!, regia di Takao Nagaishi (2007)
- Kamen Rider Den-O & Kiva: Climax Deka, regia di Osamu Kaneda (2008)
- Saraba Kamen Rider Den-O: Final Countdown, regia di Osamu Kaneda (2008)
- 20th Century Boys 2: The Last Hope, regia di Yukihiko Tsutsumi (2009)
- Cho Kamen Rider Den-O & Decade Neo Generations: The Onigashima Warship, regia di Ryuta Tasaki (2009)
- Kamen Rider × Kamen Rider × Kamen Rider The Movie: Cho-Den-O Trilogy, regia di Osamu Kaneda, Kenzō Maihara, Takayuki Shibasaki (2010)
- OOO, Den-O, All Riders: Let's Go Kamen Riders, regia di Osamu Kaneda (2011)
- Fullmetal Alchemist, regia di Fumihiko Sori (2017)
- Kamen Rider Heisei Generations Forever, regia di Kyohei Yamaguchi (2018)
- Iwane: Sword of Serenity, regia di Katsuhide Motoki (2019)
- The Dignified Death of Shizuo Yamanaka, regia di Murahashi Akio (2019)
- The Master Plan, regia di Yuichi Sato (2021)[2]
- The Life of Chiyoko Ito, (2022)[3]
- Baian the Assassin, M.D., regia di Shunsaku Kawake (2023)[4]

### Televisione
- Reach Beyond the Blue Sky - serie TV, (2021)